# Phasor measurement unit

При використанні PMU дуже просто визначати відхилення у формі хвилі. Форма хвилі, описана математично, називається комплексною амплітудою.

Пристрій вимірювання комплексної амплітуди, більш відомий за його поширеною назвою англійською мовою Phasor Measurement Unit (PMU) — це пристрій для вимірювання форми електричної хвилі в електричній мережі з застосуванням спеціального джерела для синхронізації за часом. Синхронізація за часом дозволяє порівнювати виміри у реальному часі з різних частин мережі. Таке вимірювання відоме як синхрофазор (англ. synchrophasor) або синхронізовані комплексні значення, абсолютна величина якого відповідає діячому значенню, а кут - куту комплексної амплітуди. На сьогодні в професійній літературі слово синхрофазор є синонімом до PMU, хоча фактично останнє вимірює перше. PMU вважаються одними з найважливіших складових у майбутньому електричних мереж. Власне пристрій вимірювання комплексних амплітуд може бути як окремим пристроєм, так і додатковим функціоналом пристрою релейного захисту або інших пристроїв електричних мереж.

## Історія
У 1893 році Чарльз Протеус Штейнмец опублікував статтю щодо спрощеного математичного опису форм хвиль змінного електричного струму. Він назвав таке представлення фазором (слово, утворене комбінацією слів фаза та вектор, англ. phasor). На постсоціалістичному просторі поширена назва комплексна амплітуда, що є синонімом у цьому випадку. З винаходом пристрою вимірювання комплексної амплітуди докторами Аруном Дж. Фадке (англ. Dr. Arun G. Phadke) та Джеймсом С. Торпом (англ. Dr. James S. Thorp) у 1988 році, ідея Штейнмеца розрахунку фазорів еволюціювала в розрахунок виміряних у реальному часі комплексних амплітуд з синхронізацією за абсолютним часом за допомогою GPS-сигналу. Таким чином отримані синхронізовані в часі комплексні амплітуди отримали назву синхрофазори. Перші прототипи системи були побудовані у Вірджинія Тек та перший комерційні зразки створила фірма Macrodyne у 1992 році (модель 1690).
Зі зростанням частки розподіленої генерації електричної енергії в електричних мережах виникає потреба у більшій можливості спостереження та управління системою. Історично електрична енергія постачалась в одну сторону: від генерації через пасивні компоненти до споживача. Зі зростанням складності розподілення генерації та споживання необхідно безперервне спостереження за передавальними та розподільними мережами за допомогою просунутих датчиків, як PMU або uPMU (µPMU, мікросинхрофазори).

## Принцип роботи
PMU вимірює змінний струм з частотою 50/60 Гц з в режимі 48 вимірів за цикл. Аналоговий сигнал оцифровується аналого-цифровим перетворювачем окремо для кожної фази. Генератор з автоналаштовуванням частоти (англ. phase-locked oscillator) разом з джерелом сигналу GPS забезпечує високошвидкісний синхронізуючий сигнал з точністю в 1 мікросекунду. В принципі пристрої можуть працювати з не-GPS джерелами часової відмітки якщо вони відкалібровані та працюють синхронно. Отримані комплексні амплітуди з часовими відмітками можуть бути передані на місцевий чи віддалений приймач з швидкістю до 120 вимірів на секунду. Історично лише невелика кількість пристроїв використовувалась для спостереження за передавальними мережами з прийнятною за діючим стандартом точністю в 1 % (для комплексної амплітуди це означає або максимальну помилку в 1 % у вимірюванні модуля величини вектора, або максимальну кутову помилку 0,01 радіан при точному вимірюванні, відповідно, кута або модуля вектора). Це були лише пристрої для запобіганню катастрофічних аварій в електричних мережах. На сьогодні, з розвитком технології мікросинхронних комплексних амплітуд, нові пристрої встановлюються у все більші кількості з визначеною стандартами точністю. З підвищенням точності стає можливим краще спостереження за параметрами системи та вчасне застосування превентивних заходів для підтримки стабільної роботи. Тепер PMU можуть встановлюватись не лише, як додатковий засіб контролю на підстанціях, а і у додаткових місцях в електричних мережах, наприклад, трансформатори з регулюванням напруги, навантага з реактивною складовою та шини сонячної електростанції.

## Огляд технології
Синхрофазор — це результат вимірювання PMU. Типовим є вимірювання параметрів на географічно віддалених об'єктах з синхронізацією по сигналу GPS. Технологія синхрофазора надає засіб для диспетчерів та планувальників електричних мереж для визначення стану системи та керування якістю електричної енергії.
Пристрої встановлюються на головних вузлах (критичних підстанціях) електричної мережі та вимірюють комплексні амплітуди струму та напруги. Оскільки дані є синхронізованими їх порівняння можливе у реальному часі. Місця встановлення пристроїв обираються на основі досліджень для забезпечення найточнішої реєстрації змін у стабільності системи. Зібрана інформація зберігається на місті вимірювання або у спеціальному концентраторі. Потім ця інформація передається до регіональної моніторингової системи, що знаходиться безпосередньо під управлінням оператора електричних мереж. Оператор проводить аналіз зібраної інофрмації для кращого контролю режиму роботи мережі.

## Мережа контролю комплексних амплітуд
Мережа контролю комплексних амплітуд складається власне з пристроїв, розподілених по всій мережі, що збирають інформацію, та системи SCADA, що збирає інформацію централізовано. Подібний підхід застосовано у Wide Area Measurement Systems (система вимірювання великої території), провадження першої з яких було започатковано у 2000 році Bonneville Power Administration. Повна мережа потребує швидкої передачі даних в межах частоти вимірювань комплексних амплітуд. Відмітки часу GPS можуть забезпечити теоретичну точність в 1 мікросекунду. «Налаштування годинників має бути виконано з точністю ± 500 наносекунд для забезпечення визначеної стандартом однієї мікросекунди для кожного пристрою, що вимірює синхрофазори» (англ. "Clocks need to be accurate to ± 500 nanoseconds to provide the one microsecond time standard needed by each device performing synchrophasor measurement") Для мережі 60 Hz пристрої PMU мають генерувати від 10 до 30 синхронних передавань даних за секунду в залежності від застосування. Колектор даних порівнює дані та контролює і наглядає за пристроями у кількості до 60 шт.. У центральному пункті керування SCADA надає інформацію по всіх генераторах та підстанціях у системі з інтервалом від 2 до 10 секунд. Дуже часто для передачі даних від PMU до SCADA використовуються телефонні лінії. Також може використовуватись звичайний стільниковий зв'язок для передачі даних (GPRS, UMTS), що ціною збільшення затримки у передачі даних знижує необхідні вкладення у інфраструктуру та будівництво. Однак подібний підхід робить такі системи більш придатними для дослідницьких цілей та моніторингу у майже реальному часі (англ. near real-time), хоча і обмежує їх використання у справжніх системах захисту реального часу.
PMU від різних виробників можуть мати невідповідну точність. В одному з тестів різниця у показаннях складала 47 мілісекунд, або різниця в 1 градус в мережі 60 Гц, що є неприпустимим Рішення, яке знайшла для цієї проблеми КНР було створення власних пристроїв за власними стандартами та специфікаціями, уникаючи таким чином можливі конфлікти стандартів, протоколів чи продуктивності..

## Встановлення
Встановлення 10 пристроїв є простою задачею. Фіксується комплексна амплітуда 3-х фаз напруги чи 3-х фаз струму, таким чином кожен пристрій потребує по три окремі електричні контакти — по одному на кожну фазу. Звичайна точка підключення передбачається на електростанції або на підстанції. Встановлюється шафа для пристроїв та антена для приймання сигналу GPS. Для передачі даних встановлюється відповідний модем.

## Приклади застосування
- Bonneville Power Administration була першою організацією, що почала всеосяжне встановлення синхрофазорів в підпорядкованій мережі.
- Проект FNET (Frequency monitoring Network), що керується Політехнічним інститутом і університетом штату Вірджинія, Університетом Теннессі та Національною лабораторією Ок-Ридж, має у своєму складі приблизно 80 недорогих пристрої реєстрації порушень частоти для збирання синхрофазорів з мереж електричних мереж.
- Незалежний оператор електричних мереж Нью-Йорку (англ. New York Independent System Operator) встановив 48 PMU в штаті Нью-Йорк як відповідь на аварію в енергосистемі США та Канади у 2003 році.[18]
- У 2006 році КНР в рамках Wide Area Monitoring Systems для своїх 6 систем встановила 300 PMU на підстанціях 330 та 500 кВ і на електростанціях. На 2012 рік було заплановано обладнати всі підстанції 500 кВ та всі електростанції потужністю понад 300 МВт. З 2002 року КНР виробляє пристрої своїми силами та за своїми стандартами. Один з типів має вищу частоту вимірювання, ніж передбачено міжнародними стандартами, та застосовується для вимірювання кута ротора у генераторі з передаванням даних щодо напруги та струму збудження, положення засувок та стабілізаторів енергосистеми (англ. power system stabilizer). Всі пристрої об'єднані через власну мережу та передають дані з середньою затримкою 40 мс.[17]
- Північноамериканська синхрофазорна ініціатива (англ. North American Synchrophasor Initiative), раніше відома як The Eastern Interconnect Phasor Project, збирає дані з 120 приладів до системи «Суперфазорний концентратор даних» (англ. Super Phasor Data Concentrator), розташований у Теннессі Веллі Ауторіті. Ця система збору даних наразі є відкритим проектом (англ. open source project), відомим як openPDC(інші мови)[19].
- Міністерство енергетики США профінансувало ряд дотичних дослідницьких проектів, зокрема проект GridStat Університету штату Вашингтон[20].